# Brafitting
Brafitting – metodologia i technika dobierania biustonoszy oraz artykułów bieliźnianych mających konstrukcję podobną do biustonosza, np. basque, uwzględniając warunki anatomiczne oraz osobiste preferencje i aktywność klientki lub klienta.

## Historia i zapotrzebowanie na profesjonalny dobór

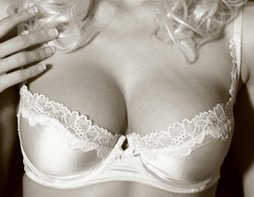
Nieprawidłowo dobrany biustonosz - mostek (końcówki fiszbin) leżą na tkance piersi zamiast płasko pomiędzy nimi.

Brafitting został stworzony na potrzeby kobiet, które nie były w stanie kupić biustonosza utrzymującego biust w komfortowej pozycji bez problemów bólowych. Najbardziej pierwotna rozmiarówka z 1932 r., operująca literami (oznaczającymi wielkość miseczki) zawierała zaledwie 4 rozmiary (A, B, C i D) bez różniących się od siebie obwodów. Rozmiary kombinowane z liter i liczb (oznaczających numer obwodu) pojawiły się nieco później, a litery większe niż D dopiero w późnych latach 80'. Ze względu na to jak długo litery służyły za cały rozmiar biustonosza, utrwaliło się przekonanie, jakoby służyły za odpowiednik rozmiarów konfekcyjnych i litera A oznaczał biust mały, a D - duży. Powoduje to nadal powszechne, błędne przekonanie kobiet i osób z piersiami, co do rozmiaru który powinny nosić. 
Dodatkowy problem budzi zmiana formatu oznaczenia rozmiaru między krajami i producentami. Dominują dwie rozmiarówki - europejska, która korzysta z oznaczeń składających się z pojedynczej litery i liczby podzielnej przez 5 (np. 75F), oraz brytyjska, korzystająca z oznaczeń składających się z pojedynczej lub podwójnej litery i liczby podzielnej przez 2 (np. 34FF). Wynika to z faktu, że kraje anglojęzyczne posługują się jako jednostką miary calem, a nie centymetrem. Nie jest jasne, dlaczego rozmiarówka brytyjska zawiera podwójne litery, natomiast brak litery 'I' jest wynikiem tego, że w krajach anglojęzycznych cyfrę '1' zapisuje się podobnie jak wielką literę 'I', co mogłoby prowadzić do pomyłek przy zakupach. Nie jest wiadome, czemu ww. rozmiarówka nie korzysta z oznaczenia 'EE'.
| Numer kolejnej miseczki, od najmniejszej do największej | 1 | 2 | 3 | 4 | 5  | 6 | 7 | 8  | 9 | 10 | 11 | 12 | 13 | 14 | 15 | 16 | 17 | 18 | 20 | 21 | 22 | 23 | 24 |
| ------------------------------------------------------- | - | - | - | - | -- | - | - | -- | - | -- | -- | -- | -- | -- | -- | -- | -- | -- | -- | -- | -- | -- | -- |
| Rozmiarówka europejska                                  | A | B | C | D | E  | F | G | H  | I | J  | K  | L  | M  | N  | O  | P  | R  | S  | T  | U  | W  | Y  | Z  |
| Rozmiarówka brytyjska                                   | A | B | C | D | DD | E | F | FF | G | GG | H  | HH | J  | JJ | K  | KK | L  | LL | M  | MM | N  | NN | U  |

| Numer kolejnego obwodu, od najmniejszego do największego | 1  | 2  | 3  | 4  | 5  | 6  | 7  | 8  | 9   | 10  | 11  | 12  |
| -------------------------------------------------------- | -- | -- | -- | -- | -- | -- | -- | -- | --- | --- | --- | --- |
| Rozmiarówka europejska                                   | 60 | 65 | 70 | 75 | 80 | 85 | 90 | 95 | 100 | 105 | 110 | 115 |
| Rozmiarówka brytyjska                                    | 28 | 30 | 32 | 34 | 36 | 38 | 40 | 42 | 44  | 46  | 48  | 50  |

Powyższe przeliczniki są umowne i należy brać pod uwagę margines błędu związany np. z tym, że 1 cal to 2,54 cm a nie równe 2,5 cm.
Istnieją także inne rozmiarówki, w tym francuska (dodająca do obwodu europejskiego 15 cm) czy włoska (używająca wyłącznie cyfr rzymskich) oraz specjalne rozmiarówki poszczególnych producentów (np. Sugarshape, które podaje obwód pod i w biuście, dla przykładu 70/93), co dodatkowo zwiększa zapotrzebowanie na usługę brafittingu.

## Historia brafittingu w Polsce
Brafitting zaczął być popularny w drugiej połowie 2000', kiedy po fali emigracyjnej do Wielkiej Brytanii do Polski związanej z wejściem kraju do Unii Europejskiej zaczęły wracać kobiety wraz z biustonoszami kupionymi w brytyjskich sklepach. Niezadowolone z oferty krajowej zaczęły sprowadzać do Polski brytyjskie produkty oraz lobbować u rodzimych producentów o poszerzenie rozmiarówki. Wiele z nich otworzyło własne sklepy i zaczęło się organizować w grupy interesu, np. Lobby Biuściastych i  Stowarzyszenie Polskiego Brafittingu. Stopniowo zaczęły się także pojawiać nowe firmy produkujące bieliznę w rozmiarówce odpowiadające potrzebom procesu brafittingu, społeczności internetowe w rodzaju niefunkcjonującego już forum Balkonetka lub aktywnego forum Lobby Biuściastych, oraz blogi tematyczne - Noszę Biustonosze, Miski Dwie i Stanikomania. Obecnie Polska jest jednym ze światowych liderów eksportu bielizny, a polskie biustonosze można kupić w butikach w większości krajów zachodnich. Firmy działające na terenie Polski zrzeszają się w grupy chroniące interesy wszystkich przedsiębiorstw, np. Podlaski Klaster Bielizny.

## Metodologia
Dobór biustonosza wymaga oceny tego, jakiej wielkości miseczkę i obwód należy dopasować, a potem skombinowania tych danych i ew. poprawek.

Porównanie siostrzanych rozmiarów biustonoszy w systemie brytyjskim

### Wielkość miseczki
Wielkość miseczki dobiera się na podstawie pomiaru obwodu w biuście i pod biustem. Liczbę otrzymaną przy pomiarze obwodu pod biustem odejmuje się od liczby otrzymanej przy pomiarze obwodu w biuście, a otrzymany wynik porównuje z przyjętą, standardową rozmiarówką (różnica 2,5 cm - miseczka A, różnica 5 cm - miseczka B, różnica 7,5 cm - miseczka C itd). W chwili obecnej na rynku dostępne są miseczki do litery PP w systemie brytyjskim. Wielkość miseczki może się różnić pomiędzy modelami tego samego lub różnych producentów, zależnie od wykorzystanych materiałów, kroju lub kraju pochodzenia. 
Czasami przy doborze stosuje się metodę sister sizing, lub rozmiarów siostrzanych; polega ona na zmianie rozmiaru biustonosza na taki, w którego miseczki mieści się tyleż samo tkanki piersi, ale obwód jest odpowiednio mniejszy lub większy. Na przykład dla rozmiaru 75F siostrzanymi będą 70G, 65H, 60I. 

### Głębokość miseczki i stosunek do szerokości fiszbiny

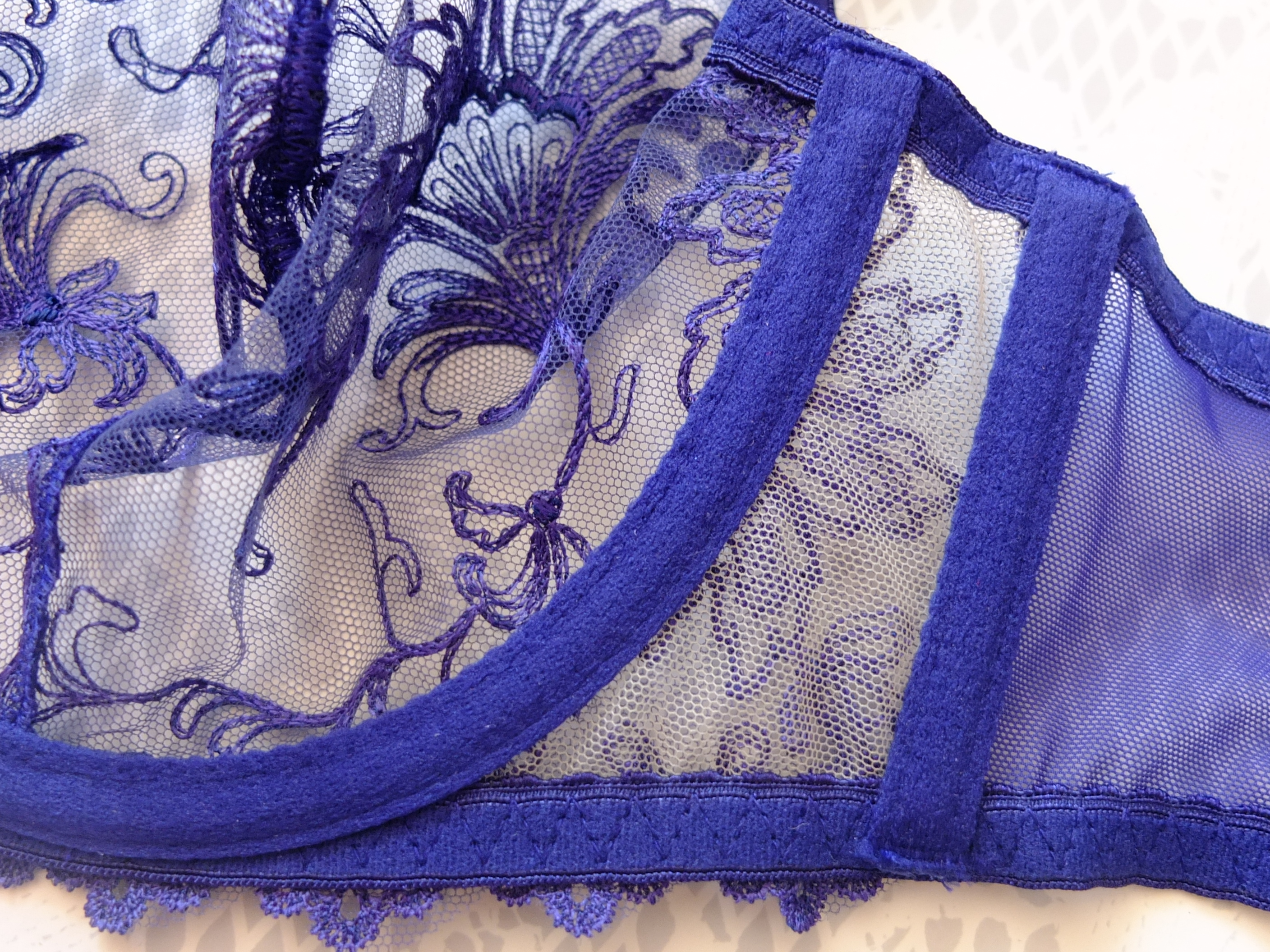
Widok na miseczkę i fiszbinę biustonosza - widoczna granica między miseczką a obwodem oraz pionowa fiszbina wzmacniająca obwód

Piersi każdej osoby mają swój unikalny stosunek szerokości do obwiedni, tak samo jak miseczki biustonoszy w różnych krojach i modelach. Do obliczenia tego stosunku wartość głębokości miseczki dzielimy przez jej szerokość, w ten sposób otrzymując liczbę zawsze ≥ 1. Jeśli osoba o stosunku szerokości do obwiedni piersi 1:4 założy biustonosz o stosunku 1:2, pierś zatrzyma się w najszerszym możliwym miejscu miseczki i nie osiądzie niżej. Dzięki temu miseczka będzie niewypełniona poniżej piersi i potencjalnie zbyt wypełniona u góry, powodując wylewanie się tkanki biustu nad krawędź.

### Szerokość fiszbin
Co do zasady fiszbina powinna okalać całą tkankę piersi, od mostka poczynając aż do naturalnego zakończenia pojedynczej piersi, co u większości cispłciowych kobiet oznacza mniej więcej oś pachy. U niektórych osób fiszbina może jednak być zbyt szeroka gdy będzie dosięgać pach, wtedy wymagane jest znalezienie modelu o węższych i głębszych miseczkach.

### Ciasnota obwodu

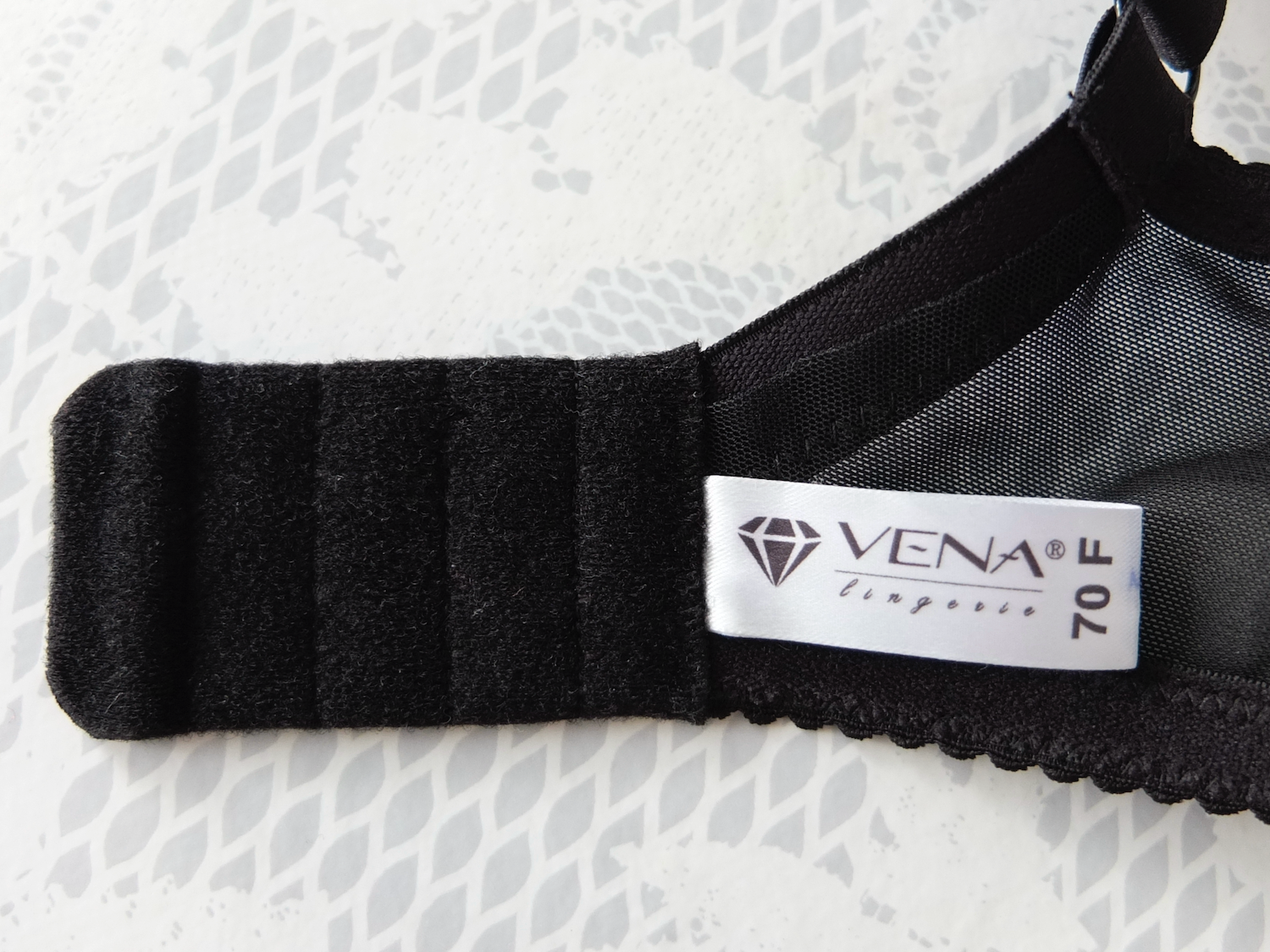
Metka od biustonosza z widocznym rozmiarem 70F w systemie europejskim

Obwód powinien utrzymywać 80% ciężaru piersi by odciążyć ramiona i nie powodować długotrwałych uszkodzeń skóry i obojczyków, w związku z czym musi być wystarczająco ciasny, by zakotwiczyć się poziomo na skórze. Wielkość obwodu dobieramy mierząc osobę pod biustem i zaokrąglając otrzymaną liczbę w dół do pierwszej liczby podzielnej przez 5 (np. wynik 78 cm zaokrąglamy do 75) lub przez 2, jeśli korzystamy z rozmiarówki brytyjskiej (np. wynik 33 cale zaokrąglamy do 32). Obwód wymaga zawsze przymierzenia i oceny - jeśli zapięty na ostatni rząd haftek nie utrzymuje się równolegle do podłogi przy ruchach ciała, to wymagana jest zmiana na mniejszy.

### Regulacja ramiączek
Ramiączka mają za zadnie utrzymanie pozostałych 20% ciężaru piersi i przytrzymanie szczytów miseczek blisko ciała, więc po przymierzeniu dobranego biustonosza należy wyregulować odpowiednio ramiączka i sprawdzić stopień komfortu.

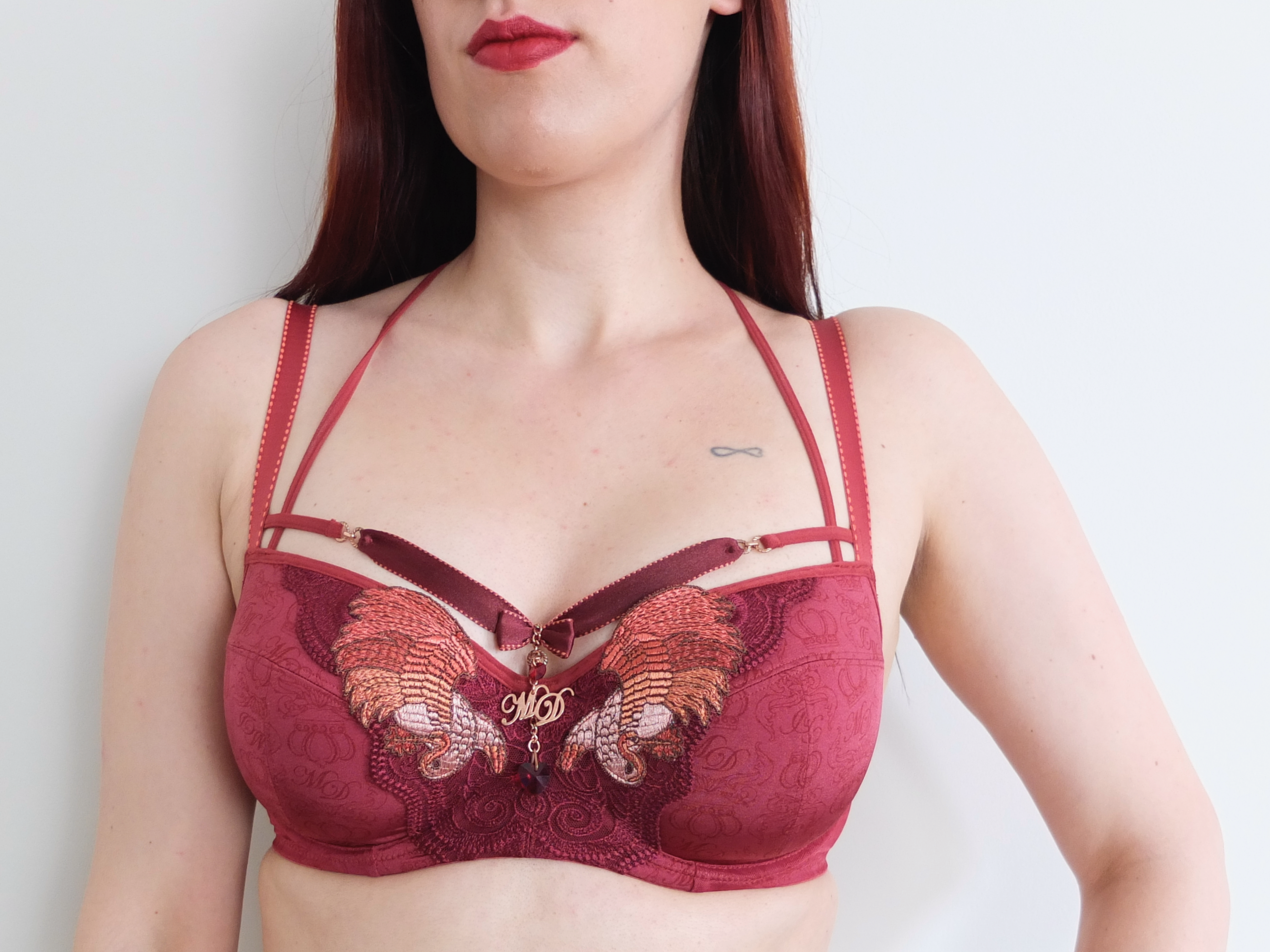
Prawidłowo dobrany biustonosz balkonetka

### Wygarnianie (scoop and swoop[21])
Kluczowym elementem procesu brafittingu jest nauka wygarniania (lub po prostu wygarnięcie). Polega ono na złapaniu tkanki tkwiącej w okolicy dołu pachowego i stanowcze przesunięcie jej w kierunku środka miseczki. Dzięki temu cała pierś znajduje się w obrębie przeznaczonej sobie fiszbiny i jest szansa na ocenę tego, czy dobrany rozmiar jest prawidłowy. Często w trakcie tego kroku okazuje się, że potrzebna jest większa miseczka.

### Dobór akcesoriów
Niekiedy do osiągnięcia zadowalającego klientkę lub klienta dopasowania potrzebne są dodatkowe akcesoria. Mogą to być np. przedłużki obwodu, pozwalające na bardziej precyzyjne dopasowanie obwodu do wymiarów kupującej osoby, lub klipsy do utrzymania ramiączek w jednej pozycji. Dawniej pojawiały się także dodatkowe gadżety, umożliwiające dopasowanie biustonosza w sytuacji, gdy materiały elastyczne nie były dostępne.

## Szkolenia brafitterskie
Wiele firm prowadzi szkolenia dla brafitterek, korzystając przy okazji ze swojej gamy produktowej. Dotyczy to zwłaszcza osób zatrudnionych na stanowisku doradcy klienta w sklepach sieciowych, które uczą podczas szkoleń pracy z konkretnymi modelami biustonoszy, prowadząc niejednokrotnie do błędów w sztuce poprzez rozwiązywanie problemów w sposób niekorzystny dla klienta (np. poprzez zwiększanie obwodu biustonosza by rozwiązać problem zbyt małej gamy miseczek). Jednym z obiektów takiej krytyki jest marka Victoria's Secret.
Istnieją także organizacje prowadzące własne kursy i pojedyncze osoby-szkoleniowcy. Treść tych szkoleń różni się nieco między sobą ze względu na materiały (bieliznę) z których się korzysta w trakcie nich, oraz ze względu na tematykę; istnieją kursy na temat brafittingu dla osób trans, ze skoliozą, z nietypową budową klatki piersiowej, po mastektomii i innych szczegółowych zagadnień. Brafitterka nie jest zawodem regulowanym ani nie wymaga ukończenia ukończenia żadnych studiów, szkoleń ani kursów specjalistycznych, by móc go legalnie wykonywać.